# Lispocephala pecteniseta
Lispocephala pecteniseta este o specie de muște din genul Lispocephala, familia Muscidae, descrisă de Xue, Wang și Zhang în anul 2006. Conform Catalogue of Life specia Lispocephala pecteniseta nu are subspecii cunoscute.